# X-Men: Days of Future Past
X-Men: Days of Future Past er en britisk-amerikansk superheltefilm baseret på de fiktive X-Men figurer som optræder i Marvel Comics. Filmen blev instrueret af Bryan Singer og er efterfølger til både X-Men: The Last Stand (2006) og X-Men: First Class (2011). Det er den syvende film i X-Men filmserien.
Filmen havde premiere 22. maj 2014 i Danmark.

## Medvirkende
- Hugh Jackman som Logan / Wolverine: En mutant med healende kræfter, og kløer der kan trækkes ud. Han var engang en del af Weapon X programmet.
- James McAvoy som Charles Xavier
- Michael Fassbender som Erik Lehnsherr / Magneto
- Jennifer Lawrence som Raven / Mystique
- Nicholas Hoult som Hank McCoy / Beast
- Patrick Stewart som Den ældre professor Xavier
- Ian McKellen som Den ældre Magneto
- Halle Berry som Ororo Munroe / Storm
- Ellen Page som Kitty Pryde / Shadowcat
- Shawn Ashmore som Bobby Drake / Iceman
- Peter Dinklage som Bolivar Trask
- Evan Peters som Pietro Maximoff / Quicksilver
- Omar Sy som Bishop
- Lucas Till som Alex Summers / Havok
- Famke Janssen som Jean Grey
- James Marsden som Scott Summers
- Anna Paquin som Marie / Rogue